# Toyoda AA
Der Toyoda A1 von 1935 war der erste Prototyp eines Personenwagens, den die Firma baute, die 1937 zu Toyota wurde. Er wurde dann überarbeitet und als erster Serienwagen der Marke unter dem Namen Toyoda AA (Limousine), bzw. Toyoda AB (Phaeton) gefertigt. 1937 erfolgte die Umbenennung von Firma, Marke und Modellen in Toyota. Später wurden die Modelle AA und AB von den ähnlich gestalteten Typen AE, AC und BA ersetzt.
Die gesamte Serie wurde durch den ganz anders und fortschrittlicher konstruierten SA abgelöst.

## A1
Drei A1-Prototypen wurden im Mai 1935 fertiggestellt. Keiner dieser Wagen blieb erhalten. Sie wurden in einer buddhistischen Zeremonie geweiht und Kiichiro Toyoda fuhr dann einen von ihnen zum Grab seines Vaters Toyoda Sakichi, der ihm das erste Geld zur Gründung seiner Automobilfabrik gegeben hatte.
Nachdem die Prototypen fertig waren, legte Toyoda sein Augenmerk auf das Lkw-Modell Toyoda G1, da es in kürzerer Zeit Gewinne versprach. Nachdem der G1 zur Serienreife gelangt war, konnte die Gesellschaft Geld erübrigen, um die Personenwagen AA und AB zu entwickeln.
Der A1 hatte einen Reihensechszylindermotor mit 3.389 cm³ Hubraum und ein Dreiganggetriebe mit Lenkradschaltung. Fahrgestell und Elektrik wurden von Ford übernommen. Die beiden Starrachsen waren mit Stahlscheibenrädern und Trommelbremsen ausgestattet. Mechanisch entsprachen die Typen A1, AA, AB und G1 weitestgehend.
Der A1 hatte eine geschlossene Limousinenkarosserie mit vier Türen, wobei die hinteren hinten angeschlagen waren. Im Wesentlichen entsprach diese Karosserie der des Chrysler Airflow. Toyoda hatte sich ein Jahr vorher ein solches Fahrzeug gekauft und es komplett zerlegen lassen. Die flache Windschutzscheibe war ungeteilt und besaß einen einzelnen Scheibenwischer, der auf der Fahrerseite oben montiert war. Pro Seite gab es drei Fenster, eines in der vorderen Tür, eines in der hinteren Tür und ein drittes in der C-Säule. Auf dem senkrecht stehenden Kofferraumdeckel war das Reserverad montiert.
Den A1 gab es nur als rechtsgelenktes Modell.

## AA, AB

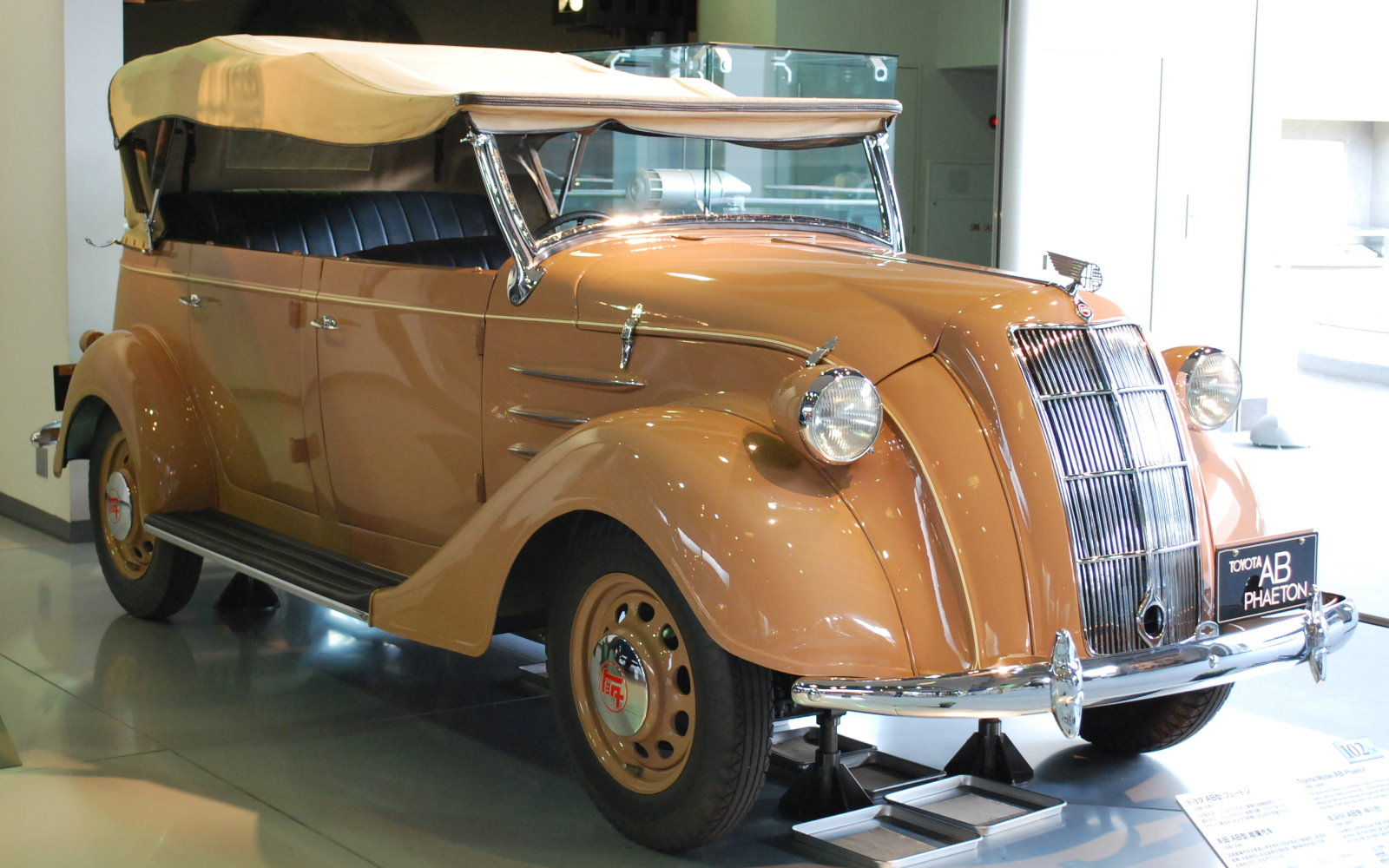
Toyota AB (1936)

Der AA unterschied sich vom A1 nur unwesentlich.
Von 1936 bis 1943 entstanden 1.404 AA-Limousinen, dann wurde das Modell durch den fortschrittlicheren AC ersetzt. Daneben wurden 353 AB-Phaeton (einschließlich der Militärversion ABR) bis 1942 gebaut. Für dieses Modell gab es keinen direkten Nachfolger.
Wie sein Vorgänger A1 entsprach auch der AA optisch weitgehend dem Chrysler Airflow. Er hatte eine Ganzstahlkarosserie, die auf einem Leiterrahmen aus Stahl montiert war. Auch Windschutzscheibe und Türen entsprachen denen des Vorgängers. Der AB war die viertürige Phaeton-Version des AA und entsprach ihm bis auf das Stoffklappdach und die vorne angeschlagenen hinteren Türen. Die Windschutzscheibe war nach vorne auf die Motorhaube umklappbar. Auch die Mechanik beider Modelle entsprach der der Prototypen.

### Nachbau zum 50-jährigen Firmenjubiläum
Toyota wollte für die 50-Jahr-Feier 1987 einen Toyota AA einsetzen, fand aber kein erhaltenes Exemplar mehr. Daher beschloss man, eine Replika zu bauen, aber auch dafür gab es keine vollständigen Pläne. Die noch aufzutreibenden Pläne stammten aus verschiedenen Entwicklungsphasen des Fahrzeuges, waren oft unvollständig und entsprachen nicht den heutigen Zeichenstandards. Dennoch entstand ein einzelnes Fahrzeug, von dem man annimmt, dass es den AA gut darstellt. Dieser Nachbau steht heute im Toyota Motor Museum.

### Fund des letzten Exemplars
Im Jahr 2008 tauchte auf einer russischen Website ein Fahrzeuginserat aus Wladiwostok auf, welches den Wagen irrtümlicherweise als 1943er Chevrolet auswies. Über einen russischen Mittelsmann wurde es schließlich vom Museumsdirektor des Louwman-Museums erworben, heute ist es Bestandteil der niederländischen Louwman Collection. Die Echtheit dieses Exemplars wurde von der Toyota Motor Corporation bestätigt.

## AC
Der AC unterschied sich vom AA nur durch kleine Veränderungen an der Karosserie. Die Windschutzscheibe war nun in der Mitte vertikal durch einen breiten Metallsteg geteilt. Die Konstruktion des Modells begann 1938. Von 1943 bis zu seiner Ablösung durch den SA 1947 / 1948 entstanden 115 Exemplare, davon 43 1943, 19 bis Februar 1944 und 50 aus Ersatzteilen Jahr 1947 für die Armee. 1948 wurden nochmals drei gefertigt. 1945 / 1946 wurden keine Pkw bei Toyota hergestellt; allerdings war das Nachfolgemodell SA damals bereits in der Entwicklung. Die mechanische Ausstattung des AC entsprach der des Typen AA und AB.

## EA
Kiichiro Toyoda entwarf den Toyota EA 1938 als Kopie des DKW F 7, aber der Wagen wurde kriegsbedingt nicht mehr gefertigt.
Ein kleiner Zweizylinder-Zweitakt-Motor vom Typ Toyota E trieb die Vorderräder an.

## EB
Der Toyota EB war ein 1938 konstruierter Kleinwagen mit Heckantrieb, er wurde aber kriegsbedingt ebenfalls nicht in Serie gefertigt. Als Antrieb diente der gleiche Zweitaktmotor wie beim EA.

## AE
Das Modell AE war kleiner als seine Vorgänger. Es wurde 1939 entwickelt und im September des gleichen Jahres war ein Prototyp fertig. Anfang 1940 wurde das Modell eingeführt und von 1941 bis 1943 in Serie gefertigt. Nur 76 Exemplare entstanden. Die mechanischen Komponenten entsprachen denen des AA, der Motor Typ C war aber ein um zwei Zylinder gekürzter Typ A.

## BA
Der BA war eine vereinfachte Limousine, dessen Fahrgestell teilweise aus Holz bestand, um Stahl einzusparen. Es heißt, dieses 1940 vorgestellte Modell basierte auf dem Volvo PV60, allerdings ist diese Information zweifelhaft, da der Volvo erst 1944 vorgestellt und erst ab 1946 in Serie gefertigt wurde. Die meisten Prototypen des Volvo PV60 entstanden aber in den Jahren 1942 bis 1944. Es gibt einige Informationen über einen Volvo-Prototyp von 1939, aber nur unvollständige Daten und keine Fotos.
Der BA wurde 1940 eingeführt und in Serie produziert. Es entstanden nur 17 Exemplare. Einige Quellen behaupten aber, das dieses Modell erst ab 1943 in Serie gefertigt worden wäre, wobei eine das Datum Juni 1943 angibt. Wenn man jedoch die Fertigungszahlen von 1943 betrachtet, die hauptsächlich das Modell AC betreffen, ist es nicht vorstellbar, das alle 17 Exemplare des BA in diesem einen Jahr gefertigt worden sein sollen. Vielmehr dürfte die Fertigung in den Jahren 1940 und 1943 stattgefunden haben oder sich über den gesamten Zeitraum von 1940 bis 1943 erstreckt haben, wobei nur wenige tatsächlich 1943, im Jahr der „offiziellen“ Serienfertigung, gebaut worden sind. Wenigstens ein Exemplar ist allerdings offensichtlich tatsächlich 1943 entstanden, da es auf einem Foto im Besitz der Toyota Motor Co. Ltd. zu sehen ist und in der Bildunterschrift als „1943 Toyota Model BA 4-cylinder saloon“, das in mindestens einer Quelle erwähnt ist.

## Weitere, nie in Serie gebaute Prototypen
Ein Exemplar des Phaeton-Modells Toyota BB wurde 1941 gebaut.  Es sah einem zeitgenössischen Chevrolet ähnlich.
Zwei oder drei Exemplare eines als “Modell B” (oder auch “Modell BC”), einer Luxuslimousine, wurden ebenfalls hergestellt. Eine Quelle nennt das Jahr 1942 als Herstellungsjahr., die anderen geben das Jahr 1944 an Jedenfalls war dies der letzte Pkw, der von Toyota bis zum Kriegsende gebaut wurde.

## Pkw-Produktion von Toyota (1935–1949)
Die folgende Tabelle ist Teil der von Toyota veröffentlichten und gibt Pkw (offensichtlich ohne Prototypen) an:
| 1935 | 1936 | 1937 | 1938 | 1939 | 1940 | 1941 | 1942 | 1943 | 1944 | 1945 | 1946 | 1947 | 1948 | 1949 |
| ---- | ---- | ---- | ---- | ---- | ---- | ---- | ---- | ---- | ---- | ---- | ---- | ---- | ---- | ---- |
| 0    | 100  | 577  | 539  | 107  | 268  | 208  | 41   | 53   | 19   | 0    | 0    | 54   | 21   | 235  |